# نخستین نبرد بارون‌ها
نخستین نبرد بارون‌ها (به انگلیسی: First Barons' War) از سال ۱۲۱۵ تا ۱۲۱۷ میلادی به طول انجامید. نخستین نبرد بارون‌ها یک جنگ داخلی در پادشاهی انگلستان بود که توسط یک عده از ملاکین زمین به نام بارون، بر ضد پادشاه انگلستان مشهور به جان انگلستان شکل گرفت. رهبر بارون‌های شورشی در این مناقشات، روبرت فیتزوالتر بود. این درگیری حاصل جنگ‌های فاجعه‌بار پادشاه جان علیه فیلیپ دوم، پادشاه فرانسه بود که منجر به فروپاشی امپراتوری آنژوین گردید. در ادامه، جان همچنین از پذیرش و تمکین نسبت به پیمان مگنا کارتا (منشور کبیر) خودداری کرد. این همان پیمانی بود که خود وی شخصاً و در تاریخ ۱۵ ژوئن ۱۲۱۵ میلادی ضمن تعهد به رعایت آن، مهر و موم نیز کرده بود.

## پیش‌زمینهٔ تاریخی
بارون یا معادل مؤنث آن بارونِس از القاب اشرافی غرب اروپا است و به واسال‌هایی گفته می‌شد که زمین و املاک خود را مستقیماً از پادشاه دریافت می‌کردند. این لقب بیشتر در کشورهای آلمانی زبان (مانند هلند، لیختن اشتاین، دانمارک) و اتریش-مجارستان مرسوم بوده‌است. هم‌اکنون این لقب در مجلس اعیان بریتانیا به کار می‌رود. بارون واژه‌ای فرانسوی است که خود از واژه baro فرانکی قدیم به معنی «آزاده، رزمنده» گرفته شده‌است. این واژه بعدها با خویشاوند خود در انگلیسی قدیم یعنی beorn (به معنی مرد اشرافی) ادغام شد.
شاه جان در تاریخ ژوئن ۱۲۱۵ مجبور شد که مُهر سلطنتی خود را در پای بسیاری از نامه‌ها و قراردادهای بارون‌ها درج کند، گروه قدرتمندی از بارون‌ها که دیگر نمی‌توانستند مدت زمان زیادی در کنار پادشاهی شکست خورده و حکومت استبدادی‌اش قرار گیرند، نشان بزرگ قلمرو پادشاه در ۱۵ ژوئن ۱۲۱۵ ضمیمه قراردادها گردید، در عوض، بارون‌ها پیمان‌های خود در زمینهٔ وفاداری به شاه جان را در تاریخ ۱۹ ژوئیه ۱۲۱۵ طبق یک سند رسمی به ثبت رساندند، شرایط ثبت توسط سفارت سلطنتی در تاریخ ۱۵ ژوئیه تنظیم گردیده بود که عنوان آن چنین بود: این اصل کلی مگنا کارتا (منشور کبیر) است، قانون زمین یک شعار حزبی بزرگ مگنا کارتا، در واقعیت ایستادن و پایورزی در برابر مخالفت با ارادهٔ صرف پادشاه بود
مگنا کارتا شامل ۱۲۱۵ بند می‌گردید که تئوری و هدف اصلی آن حول محور کاهش قدرت پادشاه می‌چرخید، هم چون بند ۶۱ موسوم به بند امنیت، این بند به یک گروه ۲۵ نفره از بارون‌ها اجازه می‌داد تا هر زمان که پادشاه فرمانی را به زور صادر می‌کرد، از پذیرش یا اجرای آن خودداری کنند و آن را نادیده بگیرند، این اصل در حقیقت یک فرایند قانونی دوران قرون وسطی به نام گِروکِشی بود که یک امر کاملاً طبیعی در روابط فئودالی شمرده می‌شد اما هیچ‌گاه در مورد یک پادشاه استفاده نمی‌گردید، بعد از چند ماه تلاش‌های بیهوده و بی‌علاقگی به مذاکره در تابستان ۱۲۱۵ شکل‌گیری جنگ دیگری که بین بارون‌های شورشی و پادشاه و طرفدارانش آغاز گردید همهٔ اقدامات قبلی در راستای رسیدن به توافق جامع را به شکست کشاند.

## نگارخانه

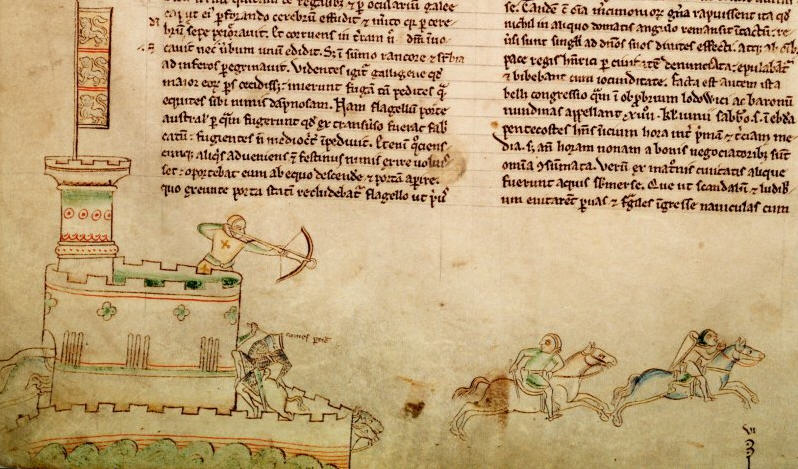
دومین نبرد لینکلن (۱۲۱۷)
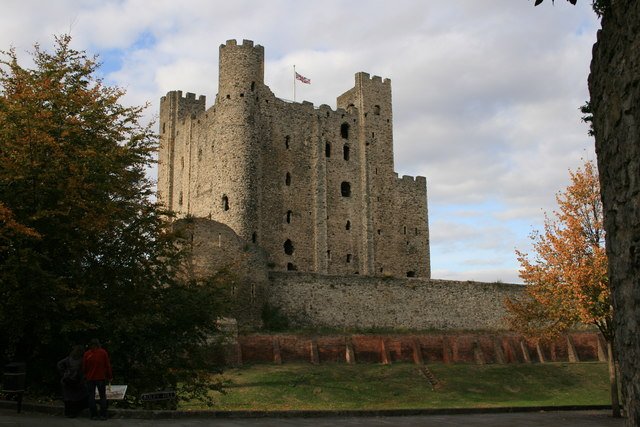
محاصره قلعه قلعه روچستر در کنت